# Anini (Rumunia)
Anini – wieś w Rumunii, w okręgu Buzău, w gminie Costești. W 2011 roku liczyła 63 mieszkańców.